# Крил
Крил је норвешка реч која дословно преведена значи „храна китова“. У ужем смислу крил означава мале раколике животињице, планктон (тачније зоопланктон) из реда Euphausiacea.
Крил се сматра важном везом трофичког нивоа - близу дна ланца исхране. Они се хране фитопланктоном и (у мањој мери) зоопланктоном, и главни су извор хране за многе веће животиње. У Јужном океану, једна врста, антарктички крил, Euphausia superba, сачињава процењену биомасу од око 379.000.000 тона, што је сврстава међу врсте са највећом укупном биомасом. Преко половине ове биомасе сваке године поједу китови, фоке, пингвини, лигње и рибе. Већина врста крила показује велике дневне вертикалне миграције, обезбеђујући тако храну за предаторе близу површине ноћу и у дубљим водама током дана.

## Опис врсте
Најпознатија врста је антарктички крил (Euphausia superba). Појављује се у дивовским јатима. Његова биомаса се процењује на 100—800 милиона тона.

Поређења ради, укупна количина излова рибе на свету износи око 100 милиона тона.
Крил представља основу целог екосистема Антарктика. Главни је извор хране за китове, фоке,  пингвине, лигње, албатросе и друге птице. Може да нарасте до дужине од 6 центиметара и тежине од 2 грама. Претпоставља се да може да живи око 6 година. Кожа му је прозирна, па се назире зелени „желудац“. То је знак да се храни претежно фитопланктоном, и то углавном силикатним алгама које филтрира из воде фасцинантним корпицама за лов.
Крил такође може да жање фитопланктон директно са доње стране ледених санти. На очима има органе који светлуцају жутозелено светло (биолуминисценција), па га зато зову и светлуцави рачић.

## Таксономија
Крил припада подреду великих чланконожаца, Crustacea. Најпознатија и највећа група ракова, класа Malacostraca, укључује надред Eucarida који се састоји од три реда, Euphausiacea (крил), Decapoda (шкампи, козице, јастози, ракови) и планктонски Amphionidacea.
Ред Euphausiacea обухвата две породице. Обилнији Euphausiidae садржи 10 различитих родова са укупно 85 врста. Од њих, род Euphausia је највећи, са 31 врстом. Мање позната породица, Bentheuphausiidae, има само једну врсту, Bentheuphausia amblyops, батипелагични крил који живи у дубоким водама испод 1.000 m (3.300 ft). Он се сматра најпримитивнијом постојећом врстом крила.
Добро познате врсте реда Euphausiidae за комерцијални риболов крила укључују антарктички крил (Euphausia superba), пацифички крил (E. pacifica) и северни крил.

### Филогенија
Према подацима из 2013. године, верује се да је ред Euphausiacea монофилетски због неколико јединствених очуваних морфолошких карактеристика (аутапоморфија) као што су голе филаментне шкрге и танки торакопода и молекуларним студијама.
Постојале су многе теорије о локацији реда Euphausiacea. Од првог описа Thysanopode tricuspide од стране Хенрија Милне-Едвардса 1830. године, сличност њихових бирамних торакопода навела је зоологе да групишу еуфаузиде и Mysidacea у ред Schizopoda, који је Јохан Ерик Вести Боас поделио 1883. у два одвојена реда. Касније је Вилијам Томас Калман (1904) сврстао Mysidacea у надред Peracarida и еуфаусиде у надред Eucarida, иако је чак до 1930-их био заговаран ред Schizopoda. Касније је такође предложено да се ред Euphausiacea групише са Penaeidae (породица шкампа) у Decapoda на основу развојних сличности, као што су приметили Роберт Гарни и Изабела Гордон. Разлог за ову дебату је тај што крил има неке морфолошке карактеристике декапода и других мизида.
Молекуларне студије нису их недвосмислено груписале, вероватно због недостатка кључних ретких врста као што су Bentheuphausia amblyops у крилу и Amphionides reynaudii у Eucarida. Једна студија подржава монофилију Eucarida (са базалном Mysida), друга групише Euphausiacea са Mysida (Schizopoda), док још једна групише Euphausiacea са Hoplocarida.